# Wienerlæg
Et wienerlæg er en detalje, som oftes på en jakke eller frakke, som som regel sidder bagpå. Et læg er et andet ord for en fold. Et wienerlæg skiller sig ud ved at være syet på en helt speciel måde. 
Eks. I en jakke i sømmen bagpå syer man et stykke stof ind, så der bliver en slids med stoffet bagved.